# Virtonomics
Virtonomics (“virtual economics” - economía virtual) es un videojuego económico multijugador de navegador web. Es un juego de simulación de negocios y economía. El juego permite a sus usuarios aprender los elementos de administración. Sin embargo el juego no sólo permite a los jugadores entender muchos detalles de administración de negocios, sino ganar el dinero real durante que ellos juegan. El juego es por turnos.

## Jugabilidad
El juego es parecido al juego Capitalism 2 (Trevor Chan). El objetivo principal en Virtonomics es crear un negocio exitoso en el ambiente de lucha competitiva. Un jugador tiene una oportunidad de hacerse un magnate, él/ella recibe su compañía para desarrollarla; durante el proceso el jugador tiene que luchar con miles de rivales reales, ganar nuevos mercados y asegurar el poder financiero y político de sus corporaciones. Para conseguirlo el jugador puede ocuparse de comercio, producción, investigaciones científicas, extracción de recursos naturales, agricultura, comercio en el mercado de divisas, administración de personal, finanzas, marketing, logística y otros procesos de negocios. El proceso de administración de una corporación requiere las siguientes actividades: contratar y enseñar personal, dirigir ventas y suministros, seguir sus competidores, mejorar la calidad de su producción, publicitar sus marcas, participar en subastas, firmar acuerdos de cooperación y mucho más. El juego se realiza por el dinero virtual. Cada participante recibe la suma de dinero para construir edificios para su negocio, pagar gastos y hacer inversiones. Por vender su producción a otra gente un jugador gana dinero que él/ella puede usar para desarrollar su compañía. En el juego hay más que 20 industrias, casi 100 tipos de mercancías, y esta cantidad está constantemente creciendo. Añadimos nuevos países e industrias, productos y tipos de producción. Desde el fin del año 2009 los jugadores tienen oportunidad de ganar dinero real en el juego por participar en varios concursos y tenders.

## Historia
El prototipo de Virtonomics fue fundado el año 2004 en Rusia y funcionaba durante algunos meses en calidad de un proyecto amateur no comercial. El año 2006 el proyecto sufrió cambios importantes: aun la idea principal fue guardada, jugabilidad, diseño e interfaces fueron cambiados, así como fueron añadidas nuevas oportunidades del desarrollo del negocio virtual. El 11 de 2006 salió a la luz una nueva versión en ruso. El año 2007 Virtonomics (ruso:Virtonomica) fue reconocido el mejor juego económico en línea en Rusia. El año 2009 después de algunos mejoramientos de principio el juego fue presentado al mercado internacional. El público básico del proyecto son hombres de negocios, gerentes superiores, mandos medios, especialistas diplomados y estudiantes de universidades económicas. Virtonomics ofrece dos modelos posibles para jugar: free-2-play (gratis para jugar) y suscripción. Ahora en Virtonomics hay 5 realms - Vera (Ru), Olga (Ru), Mary (En, Fr, Es, De), Lien (En, Cn), Anna (En, Fr, Cn, Ru - suscripción). 
2009 fue el año de las innovaciones amplias y profundas para Virtonomics:
•	Enero – Virtonomics se hizo multiservidor. Los elaboradores ponen en marcha un nuevo servidor de juego (Realm Olga)
•	Mayo – el juego fue traducido al inglés. El servidor Mary es para el público inglés
•	Julio – aparecieron las tareas para nuevos jugadores para simplificar el proceso del conocimiento con el juego
•	Agosto – el juego fue traducido al chino. El servidor Lien es para el público chino
•	Septiembre – arranque del modelo alternativo de juego (suscripción) y del servidor especial Anna para este modelo
•	Noviembre – el juego fue traducido al francés
•	Noviembre – apareció un nuevo tipo de subastas, y fueron hechas gran reformas del balance de juego 
•	diciembre de 2009 – el juego está traducido al alemán y español
•	Diciembre de 2009 – en el juego aparece un mecanismo gracias al que los jugadores pueden ganar dinero real. Jugadores pueden ganar divisa de juego – VIRTs – por participar en varios concursos y tenders. VIRTs se puede usar en el juego, vender a otros jugadores, convertir en dinero real o vender a los corredores de bolsa oficiales de Virtonomics. Por ejemplo, un jugador puede usar VIRTs para abrir cuenta comercial en el intermediario financiero. 
•	Diciembre de 2009 – Virtonomics está integrado con Facebook
El año 2009 algunas universidades y escuelas de negocios empezaron usar Virtonomics en calidad de herramienta de entrenamiento.
Virtonomics es el único proyecto de su creador (GamerFlot Trading Ltd.). Es posible que exactamente por eso se está constantemente desarrollando: crece la calidad, se añaden nuevos servicios y oportunidades para publicitantes y socios.

## Comunidad
Al fin del año 2009 en Virtonomics había más que 550 000 usuarios registrados. La mayor parte de comunicación pasa en el foro y el chat de Virtonomics. En el juego hay un correo interior efectivo. Además de esto, hay comunidades de jugadores en las redes sociales populares: Facebook, Twitter, LinkedIn, MySpace. Hay recursos de Internet independientes  con el material sobre el juego escrito por los jugadores. 